# Песнь о любви (фильм, 1984)
«Песнь о любви» — советский телефильм 1984 года снятый на телестудии «Киргизтелефильм» режиссёром Дооронбеком Садырбаевым.

## Сюжет
По старинному преданию о трагической любви акына-сказителя Раймалы и юной красавицы Бегимай.
У старого акына Раймалы нет ни жены, ни детей, ни дома, но славится он своей чудесной музыкой, которая завораживала всех слушающих — всю свою жизнь он посвятил исключительно пению. На народном гулянье бай-манапа акын встречает прекрасную и не менее талантливую красавицу Бегимай. Несмотря на большую разницу в возрасте — ей всего 19 лет, а ему уже 60 — они влюбляются друг в друга. Но бай положил глаз на красавицу: любовь Раймалы и Бегимай обречена, но не будет поругана, а погибнет вместе с ними в огне.

## В ролях
- Асель Эшимбекова — Бегимай (поёт Калемкас Орошова)
- Тууганбай Абдиев — Раймала (поёт Эстебес Турсуналиев)
- Советбек Джумадылов — Абдилхан
- Болот Бейшеналиев — слепой аксакал
- Марат Казаков — мальчик-поводырь, юный акын
- Ашир Чокубаев — эпизод
- Кумболот Досумбаев — эпизод
- Джамал Сейдакматова — эпизод
- Орозбек Кутманалиев — эпизод
- Турсун Темиркулов — эпизод
- Асанкул Куттубаев — эпизод
- Эдильбек Чокубаев — эпизод
- Турсун Чокубаева — эпизод
- Сымбат Ахмедова — эпизод

## Фестивали
- 1985 — XI Всесоюзный фестиваль телевизионных фильмов — Приз газеты «Советская культура»[1]